# Mick Paynter
Michael Kenneth (Mick) Paynter (Redruth, 8 dicembre 1948) è un funzionario, sindacalista e scrittore britannico in lingua cornica.

## Biografia
È nato a Redruth (in cornico Rysrudh); ma la sua residenza, escluso il periodo di studio presso l'università di Newcastle upon Tyne, è sempre stata a St. Ives (in cornico Porthia).
È membro del Gorsedd Kernow (Associazione dei bardi della Cornovaglia) dal 2003, dopo aver passato un esame di lingua cornica a conclusione di quattro anni di studio, svolti da autodidatta, per la maggior parte i durante viaggi in treno che doveva effettuare in qualità di sindacalista.
Nel Gorsedd ha adottato il nome d'arte bardico di Skogynn Pryv (Sciocchezza di Verme). Questo originale pseudonimo deriva dal soprannome dell'aiutante di un contrabbandiere in una storia locale che parlava di un doganiere che veniva battuto in astuzia. Mick Paynter ritenne questo soprannome adatto a lui, in quanto aveva lavorato per 32 anni nell'agenzia delle tasse.
È stato Deputato Grande Bardo del Gorsedd dal settembre 2006; poi Grande Bardo dal settembre del 2009; finché non cedette l'incarico a Maureen Fuller, in arte Sterenn Mor (Stella di Mare), al termine del Gorsedd di Camelford (in cornico Reskammel) il 1 settembre 2012.
Valido rappresentante della letteratura cornica moderna, ha pubblicato sue poesie in alcune antologie, ha scritto tre raccolte di poesie in cornico accompagnate dalla traduzione inglese, è il curatore della sezione in lingua cornica della rivista Poetry Cornwall / Bardonyeth Kernow (Poesia della Cornovaglia) per la quale scrive spesso sue opere, e collabora anche ad un'altra rivista letteraria di nome Skryfa.
La sua raccolta A Worm's Folly ha ricevuto una candidatura nel 2012 per il premio letterario Holyer an Gof. 
È stato eletto presidente della St. Ives Old Cornwall Society dal 2014 al 2017, poi succeduto da Margaret Stevens.

## Opere
- Routh a Vaneryow/A Crowd of Banners, Pendrivel, St. Ives/Porthia, 2001
- Michel Corolleur 1895-1942, Pendrivel, St. Ives/Porthia, 2001
- Yn ow Hilyarth Nebjydh/In my Backyard Someday, Pendrivel, St. Ives/Porthia, 2002
- Bardhonyeth Kernow/Poetry Cornwall, 2003
- Skryfa, Vol. 2; Callington, 2003 (Antologia di poesie)[1]
- And all the World Our Patch: Cornish language poems and others, Palores Publications, Redruth, 2004, ISBN 0-9547985-3-8
- 101 poets for a Cornish Assembly, Boho Press, Bortishead, 2006 (Antologia di poesie a cura di Les Merton)
- Nothing Broken: recent poetry in Cornish, Francis Boutle, London, 2006 (Antologia di poesie a cura di Tim Saunders)
- Skryfa, Vol. 7; Callington, 2007 (Antologia di poesie)
- Kernow Bys Vykken/Cornwall Forever, 2007 (raccolta di testi per musica)[2]
- Termyn rag Kan/Time for Song, London, 2009 (Antologia di poesie tradotte)
- Englands Ende am Keltischen Meer, Cornwall sucht nacht seiner Identitat (Intervista con BR Horfunk's Ralf Borchar), 2009
- Skryfa, Vol. 12; Callington, 2010 (Antologia di poesie)
- Gwydh Meur a Gernow/Great Trees of Cornwall, Palores, Redruth, 2010 (Collaborazione a cura di Les Merton)
- Berdh Kernow an Ranndir Porthia/Cornish Bards of the St. Ives Area, Gorsedh Kernow Archives & Publications Committee/St. Ives Archive Centre (Prefazione bilingue), 2010
- A Worm's Folly, Francis Boutle, London (Antologia di poesie in lingua cornica con traduzione inglese. Prefazione di Mererid Hopwood), 2011
- Thus Es Et, Francis Boutle, London, 2011 (Articolo sul rapporto tra la lingua cornica e il dialetto anglo-cornico, e antologia di versi in dialetto anglo-cornico; a cura di Les Merton)
- Berdh Kernow an Ranndir Hellys/Cornish Bards of the Helston Area, Gorsedh Kernow Archives & Publications Committee, 2011
- Berdh Kernow an Ranndir Kernow Gledh/Cornish Bards of the North Cornwall Area, Gorsedh Kernow Archives & Publications Committee, 2012
- My Yw Genys Yn Kres An Mor, 2013 (Film tratto dalle poesie, tradotte dal bretone, di Yann Ber Kalloc'h. Prodotto da Alban Roinard e Joseph Clarke, regia di Alban Roinard. Celtic Media Festival 2014)
- Almanack Edition of 2015 Shore Shelter Calendar, St. Ives Shore Shelter, St. Ives, 2014 (Poesie bilingui in cornico)
- Wave Hub. New Poetry from Cornwall, Francis Boutle, London, 2014 (Antologia di poesie a cura di Alan M. Kent)
- Barddas. Y Gymdeithas Gerdd Dafod. Rhyfyn 327, Eisteddfod 2015. Intervista a cura di Twm Morys, 2015